# Leon Yao Liang
Leon Yao Liang (* 1923 in Guanghui, Zhangbei; † 30. Dezember 2009 in Xiwanzi, Chongli) war römisch-katholischer Priester der Untergrundkirche und Weihbischof im Bistum Xiwanzi in der chinesischen Provinz Hebei.

## Leben
Leon Yao Liang empfing 1946 die Priesterweihe der römisch-katholischen Kirche. Er war in verschiedenen Gemeinden als Pfarrer tätig. In der Gründungszeit der Volksrepublik China ab 1949 musste er aufgrund staatlichen Drucks seine seelsorgerische Tätigkeit stark einschränken; später blieb ihm nur ein Überleben als Gemüsebauer und Holzverkäufer. 1956 wurde er schließlich in einem Arbeitslager interniert und 1958 zu lebenslanger Haft aufgrund seiner religiösen Überzeugung und Ablehnung der Leugnung seiner Romtreue verurteilt. Erst 1984 wurde er freigelassen, seinen seelsorgerischen Tätigkeiten wurden jedoch enge Grenzen gesetzt.
2002 wurde er von Papst Johannes Paul II. zum Weihbischof im Bistum Siwantze (Chongli-Xiwanzi), einem Suffraganbistum des Erzbistums Suiyüan, in der Provinz Hebei ernannt. Eine Zustimmung seitens der staatlichen Chinesisch Katholisch-Patriotischen Vereinigung stand seit 2002 aus. Er war zudem seit 2002 als Koadjutor des Bistums Bischof Andrew Hao Jinli zur Seite gestellt.
2006 wurde er in der Ausübung seines Bischofsamtes regelmäßig eingeschränkt. Für seine Initiative für die Abschaffung der Folter wurde er 2006 zu weiteren zweieinhalb Jahren Haft verurteilt.